# Nieuwe Sint-Rochuskerk (Ulbeek)

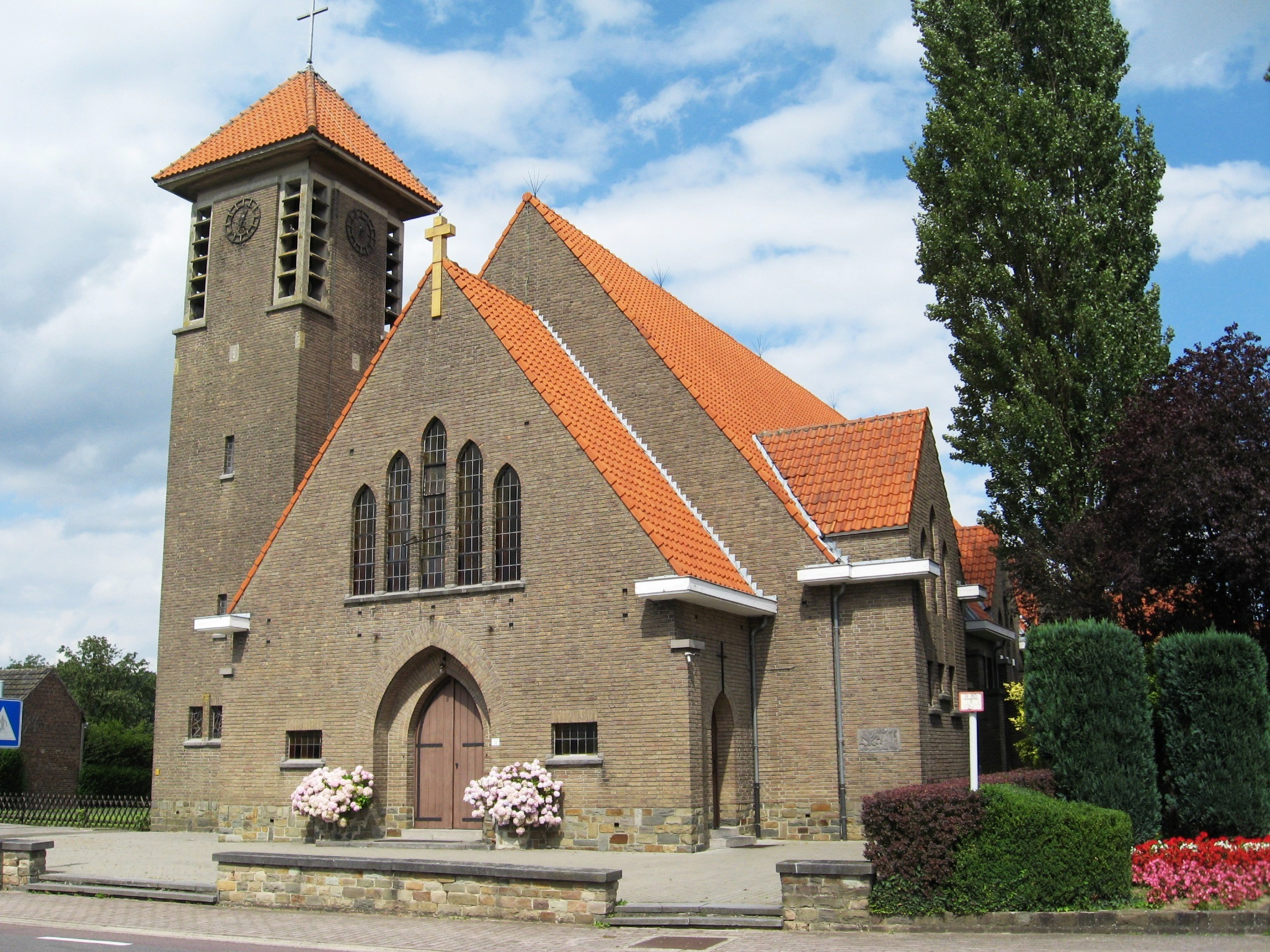
Nieuwe Sint-Rochuskerk

De Nieuwe Sint-Rochuskerk is de huidige parochiekerk van Ulbeek, gelegen aan de Ulbeekstraat 32.

## Gebouw
Deze kerk vervangt de Oude Sint-Rochuskerk. Ze is op enige afstand ten noordwesten van de oude kerk gebouwd. Het gebouw werd ingewijd in 1938 en is een voorbeeld van moderne gotiek. Het is een bakstenen zaalkerk waarin ook beton is verwerkt en waar de spitsboogvensters nog naar de gotiek verwijzen. De kerk wordt gedekt door een hoog zadeldak, bedekt met rode pannen.
De vlakopgaande westtoren, die links van de kerk tegen de noordgevel is aangebouwd, wordt gedekt door een overstekend tentdak. Met name de galmgaten tonen beton.

## Interieur
Het interieur wordt overdekt door een spits tongewelf. In de kerk bevindt zich een schilderij van Sint-Rochus van omstreeks 1600. Het doopvont stamt uit het tweede kwart van de 16e eeuw. Het toont vier hoofden. De sokkel en het deksel zijn nieuw. Uit het midden van de 17e eeuw stamt een reliekhouder van Sint-Rochus, uitgevoerd in met zilver beslagen hout. De communiebank uit 1908 is een gift van de familie Hayen-Bomal. Vijf bidbanken zijn uit 1825.